# Bâton de comptage

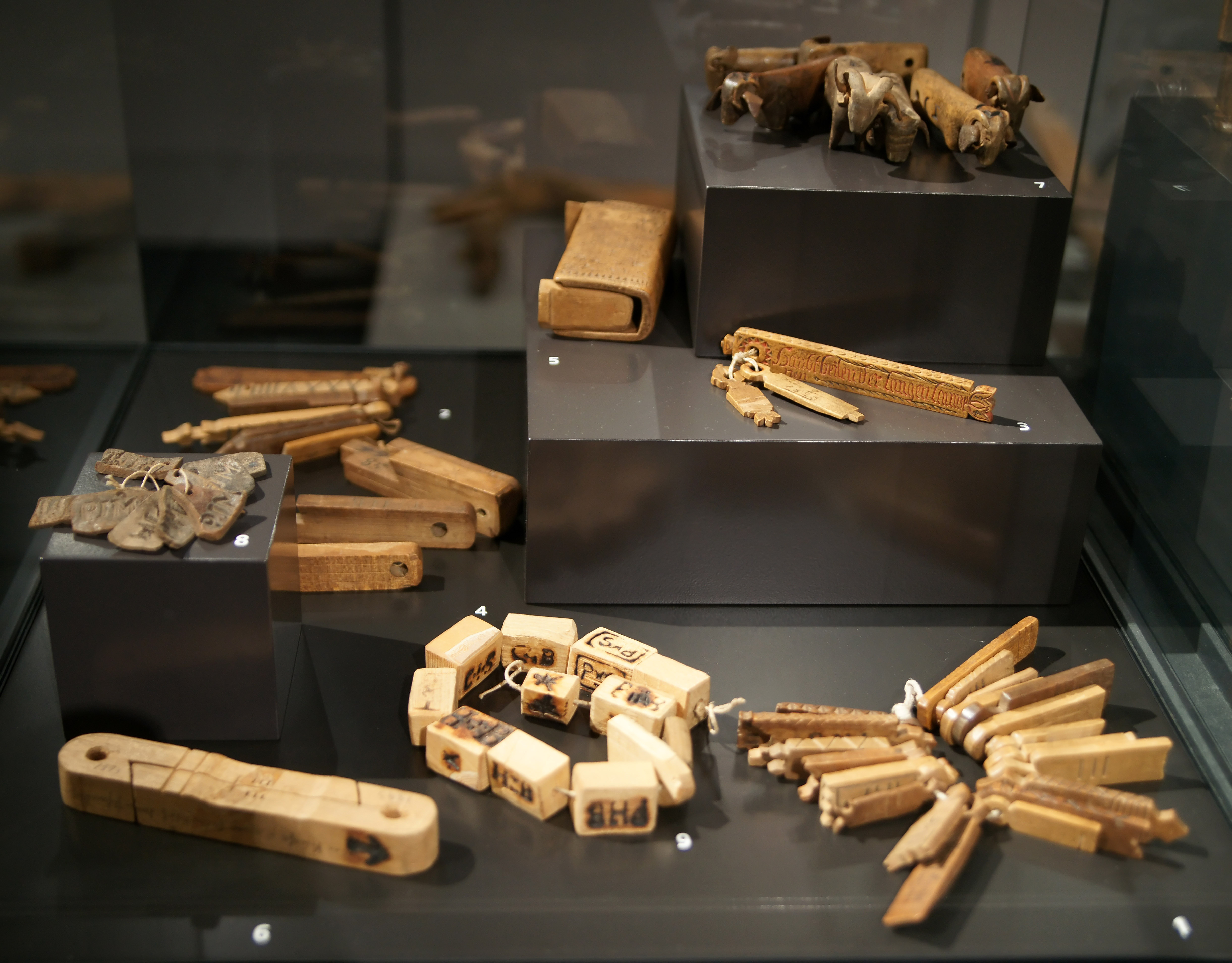
Collection de bâtons de comptage du musée alpin suisse.

Un bâton de comptage ou bâton de taille est un système mnémonique destiné à enregistrer un nombre grâce à des marques de dénombrement portées sur un bâton. Le plus souvent, ces marques sont des entailles, sur un bâton en bois ou en os.

## Historique
L'origine de cette technique remonte à la Préhistoire, et plusieurs exemples nous en sont parvenus : le plus ancien, l'os de Lebombo, est daté de 35 000 ans avant notre ère, ; l'os d'Ishango est sans doute l'exemple le plus connu.
Au Ier siècle, Pline l'Ancien indique quels sont les meilleurs bois à cet usage. Dans son récit, Marco Polo (1254-1324) rapporte que cette technique de comptage est utilisée en Chine. Les bâtons de comptage continuent d'être utilisés au XIXe siècle, voire au XXe siècle.

## Types
Les bâtons de comptage sont principalement de deux types : simple ou partagé.

### Bâton de comptage, simple
Le bâton de comptage simple est un morceau de bois, de pierre, d'os ou d'ivoire, marqué par un système d'encoches, qui sert principalement à se souvenir d'un nombre. 
Imaginons un homme des premiers temps du Néolithique, chargé de veiller sur un troupeau de moutons. Il ne sait pas compter, mais il aimerait bien savoir si tous ses moutons sont bien rentrés à l'enclos. Rien de plus facile. Le premier jour, il fait sortir ses bêtes une par une, en faisant à chaque fois une encoche dans un os ou dans un bâton. Dès lors, il n'aura qu'à faire rentrer ses moutons un par un, en faisant simultanément glisser son doigt d'une encoche à l'autre. 
On peut en rapprocher dans différentes cultures les cordelettes nouées, telles les quipus des Incas, ou celle dont Hérodote relate l'usage chez les Perses de Darius Ier au Ve siècle av. J.-C. Le chapelet de prière relève de la même approche. On peut en rapprocher les bâtons de messager ((en) messenger sticks) des Inuits.

### Bâton de taille, partagé
Le bâton de taille partagé est une technique courante dans l'Occident médiéval, très majoritairement illettré et perpétuellement à court d'espèces monétaires, qui permet d'enregistrer un échange ou une dette entre deux personnes qui ne savent pas forcément écrire ou lire. Un bâton ou une planchette, souvent en noisetier, est marqué par un système d'encoches dans toute sa largeur, puis fendu en deux dans le sens de la longueur. Chacune des deux parties à la transaction, souvent un acheteur et un vendeur, emporte une des deux moitiés, qui, portant les mêmes marques, représentent donc le même nombre. Si l'achat se renouvelle, des marques peuvent être ajoutées après que les deux moitiés ont été juxtaposées. 
Cette technique permet au client de s'assurer de l'exactitude du compte de son fournisseur avant de régler sa dette en comparant l'échantillon resté en sa possession avec la taille du commerçant.
Cet usage se rencontre encore aux XIXe et XXe siècles dans les économies rurales. Les tailles sont employées par les fournisseurs de marchandises au détail pour faire la preuve de ventes successives identiques et donc souvent d'un crédit. Littré indique que l'on peut ainsi prendre à la taille le pain chez le boulanger. Giono évoquait en 1932 ce mode de preuve qui se pratiquait encore dans la haute Provence rurale : « On allait avoir la farine de cette moisson et chez qui porter la farine, chez qui avoir son compte de pain, sa taille de bois où l'on payait les kilos d'un simple cran au couteau ? ».  
En France, on appelle taille la partie du bâton qui reste chez le commerçant et contretaille ou échantillon l'autre partie, que conserve l'acheteur,,.

## La taille comme instrument de preuve, de nos jours encore
Les bâtons de taille sont acceptés dans les cours de justice européennes médiévales et modernes comme preuve d'une transaction : le nombre de coches prouve la quantité des fournitures lorsque les incisions de la taille se rapportent à celles de l'échantillon. La coïncidence entre les deux parties de la latte de bois fait donc foi de la fourniture des marchandises.
L'article 1333 du code Napoléon dispose que « Les tailles corrélatives à leurs échantillons font foi entre les personnes qui sont dans l'usage de constater ainsi les fournitures qu'elles font ou reçoivent en détail. ». Cet article était encore dans le Code civil français jusqu'en 2016, et au code civil belge ; la jurisprudence montre que ce mode de comptage était encore utilisé et faisait l'objet de contentieux en 1887. L'article 2713 du code civil italien fait également mention de ce procédé de comptage.
En Grande-Bretagne, le tally stick est notamment utilisé lors de la collecte des taxes locales, et ce jusqu'en 1826. Le système est sophistiqué, avec différentes largeurs d'encoches dénotant différents montants : encoche large comme la main, mille livres ; comme le pouce : cent livres ; comme le petit doigt, vingt livres ; comme un grain d'orge, une livre ; une entaille sans enlèvement de matière, un shilling. Les tallies royaux, qui enregistraient les dettes de la Couronne ont été versées au capital de la Banque d'Angleterre lors de sa fondation à la fin du XVIIe siècle. L'embrasement de bâtons de comptage mis au rebut de manière négligente dans les fours situés sous la Chambre des lords, est  la cause de l'incendie du Parlement de Londres, le 16 octobre 1834.

## Traductions
- latin : tessera, tallia, talea
- allemand (Allemagne) : Kerbstock, Kerbholz
- allemand (Suisse) : Degen, Alpscheit, Tesslen, Tesseln
- allemand (Autriche) :  Raitholz, Rechenholz, Robi(t)sch
- anglais : tally stick
- espagnol : talla, tara, tarja
- grec : symbolon
- hongrois : rovás
- italien (Italie) : taglie di contrassegno
- italien (Suisse) : beigli, beile, tessere
- néerlandais : kerfstok
- suédois : karvstock
- russe : Бирка (birka)